# Romilly-la-Puthenaye
Romilly-la-Puthenaye è un comune francese di 309 abitanti situato nel dipartimento dell'Eure nella regione della Normandia.

## Società

### Evoluzione demografica
Abitanti censiti